# Kuzina
Kuzina — сеть кондитерских, работающая в России и США. Создана в 2010 году после изменения формата одноимённой сети столовых. Основатели — Эрик Шогрен и Евгения Головкова. Головной офис расположен в Новосибирске.

## История
Сеть создал российско-американский предприниматель Эрик Шогрен, основатель компании New York Pizza, совместно с Евгенией Головковой. Первоначально под брендом «Кузина» появились столовые в формате free-flow, первое заведение открылось в 2003 году в Новосибирске, затем в городе появились ещё 4 столовых. Но в 2008 году во время экономического кризиса сеть прекратила работу.
В 2010 году в Новосибирске была открыта первая Kuzina в новом формате кондитерской. Изменился дизайн: в отделке стал преобладать чёрный цвет, а название стали писать латинскими буквами.
В 2013 году компания начинает работать в Барнауле. Здесь открывается одна точка на проспекте Ленина.
В 2015 году появилась первая точка в Москве, новая кондитерская открылась недалеко от станции метро Аэропорт.
В 2016 году Эрик Шогрен покупает кондитерскую Baker's Wife, расположенную в США недалеко от Миннеаполиса. В 2017 году в помещении бывшей Baker's Wife появилась первая американская Kuzina. Её открытие обошлось в 5,5 млн рублей. Новая кондитерская стала 28-й точкой сети.

## Продукция
Сеть специализируется на продаже кофе, сэндвичей и десертов. У компании имеется собственное производство кондитерских изделий недалеко от центра Новосибирска, производственная площадка в Москве, а также в США.

## География
По данным на июнь 2020 года сеть насчитывает 56 кондитерских в России и США.

### Россия
- Новосибирск (40)
- Москва (11)
- Барнаул (2)
- Томск (1)
- Бердск (1)

## Финансовые показатели
В 2016 году оборот сети составил 450 млн рублей, прибыль — 112 млн рублей.